# Kościół Świętych Apostołów Piotra i Pawła w Stopnicy
Kościół farny pw. Świętych Apostołów Piotra i Pawła – zabytkowy kościół parafialny parafii rzymskokatolickiej pod tym samym wezwaniem w Stopnicy.

## Historia
Pierwsza wzmianka historyczna o kościele w Stopnicy pojawia się pod datą 1103 roku, kiedy to kanonik i proboszcz stobnicki Baldwin został powołany na biskupstwo krakowskie. Pochodził z Francji i pieczętował się herbem Achinger. Proboszczem w Stopnicy był w latach 1087–1103. Fakt powołania tutejszego proboszcza na stołeczne biskupstwo świadczy o tym, że Stopnica w tym czasie była już ważnym ośrodkiem kościelnym istniejącym co najmniej od Kazimierza Odnowiciela. Pierwotny kościół stał prawdopodobnie nie w miejscu obecnej fary, ale na przeciwległym brzegu Stopniczanki, w okolicach dzisiejszego zamku. Nosił tytuł św. Trójcy i po raz ostatni był wzmiankowany w połowie XV w.

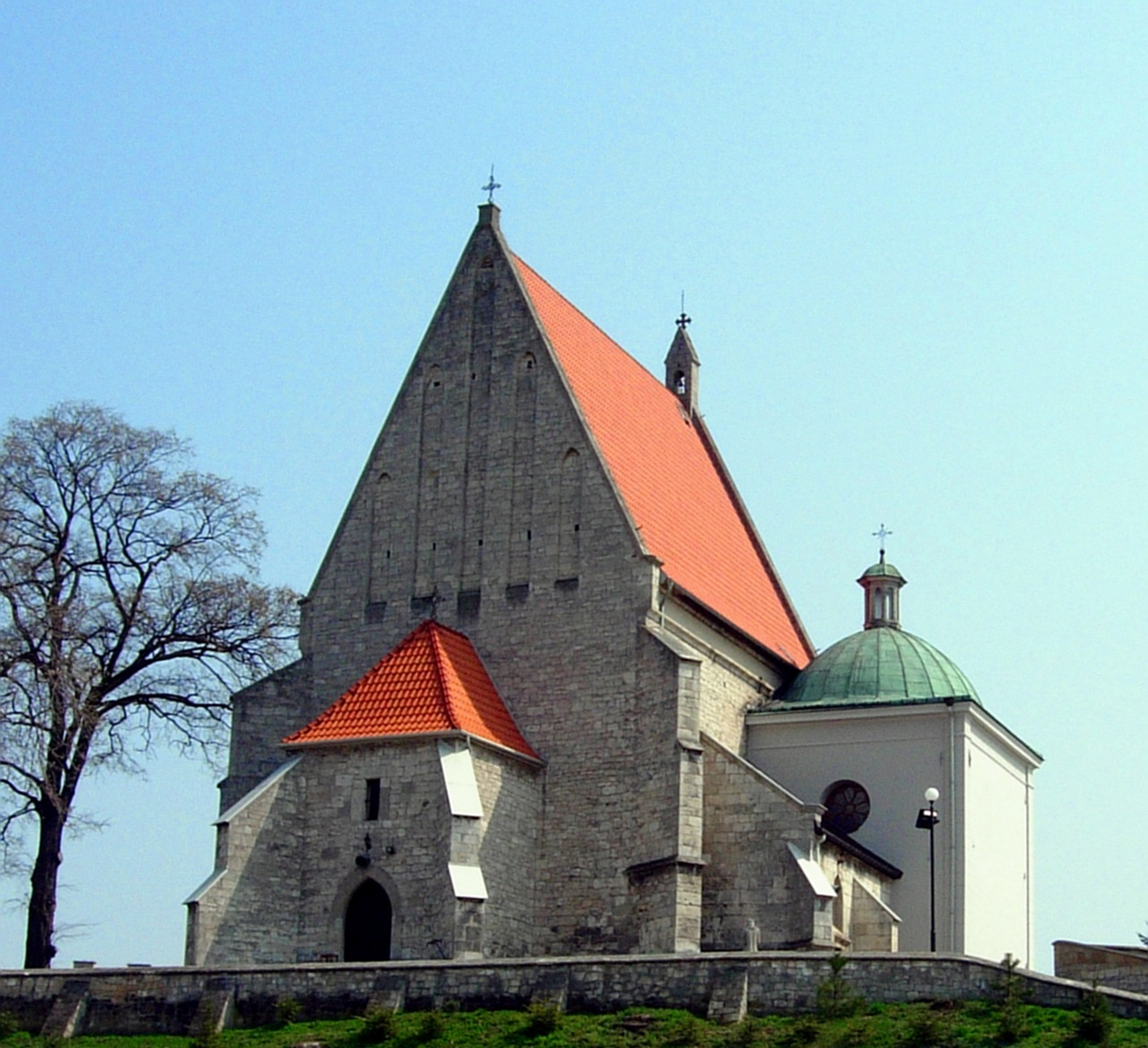
Kościół w Stopnicy

Na obecnym miejscu w 1326 roku, za panowania Władysława Łokietka, wzniesiono kaplicę św. Anny, z której miało być wejście do lochów znajdujących się pod Stopnicą. Do tej kaplicy przybudowano w latach 1349–1362 istniejący do dziś kościół farny pw. św. app. Piotra i Pawła, którego fundatorem został Kazimierz Wielki. Była to jedna z 6 fundacji ekspiacyjnych za utopienie ks. Marcina Baryczki, który wypominał mu rozwiązły tryb życia.
Kościół był zniszczony i złupiony przez Szwedów Karola Gustawa w 1655 roku, a dwa lata później (1657 r.) przez księcia Siedmiogrodu – Jerzego II Rakoczego. Po tych zniszczeniach dach i sygnaturka uległy barokizacji, choć same mury nie były przebudowywane i pozostały gotyckie. W takiej też postaci dotrwały do II wojny światowej. Od lipca 1944 roku do stycznia 1945 roku Stopnica znajdowała się na linii frontu radziecko-niemieckiego, czego skutki były do przewidzenia. O ile mówi się, że Warszawa czy Wrocław zostały zniszczone w 80% o tyle 100% Stopnicy padło pastwą pożogi. Nie został nietknięty dosłownie ani jeden dom, każdy był choćby pokaleczony przez pociski. Również i świątynia stopnicka zamieniła się w stertę gruzu.
Po zakończeniu wojny przystąpiono do odbudowy tego cennego zabytku. Plany opracował dr inż. Józef Jamróz z Krakowa, wykonawcą było znane na okolicę, przedsiębiorstwo budowlane Antoniego Siemińskiego z odległej stąd o 9 km Oleśnicy. Prace przebiegały w latach 1946–1958, podczas których zrekonstruowano kościół do pierwotnej postaci, zbudowano stromy dach kryty dachówką i kamienną sygnaturkę w miejsce zniszczonej barokowej.

## Architektura i wyposażenie

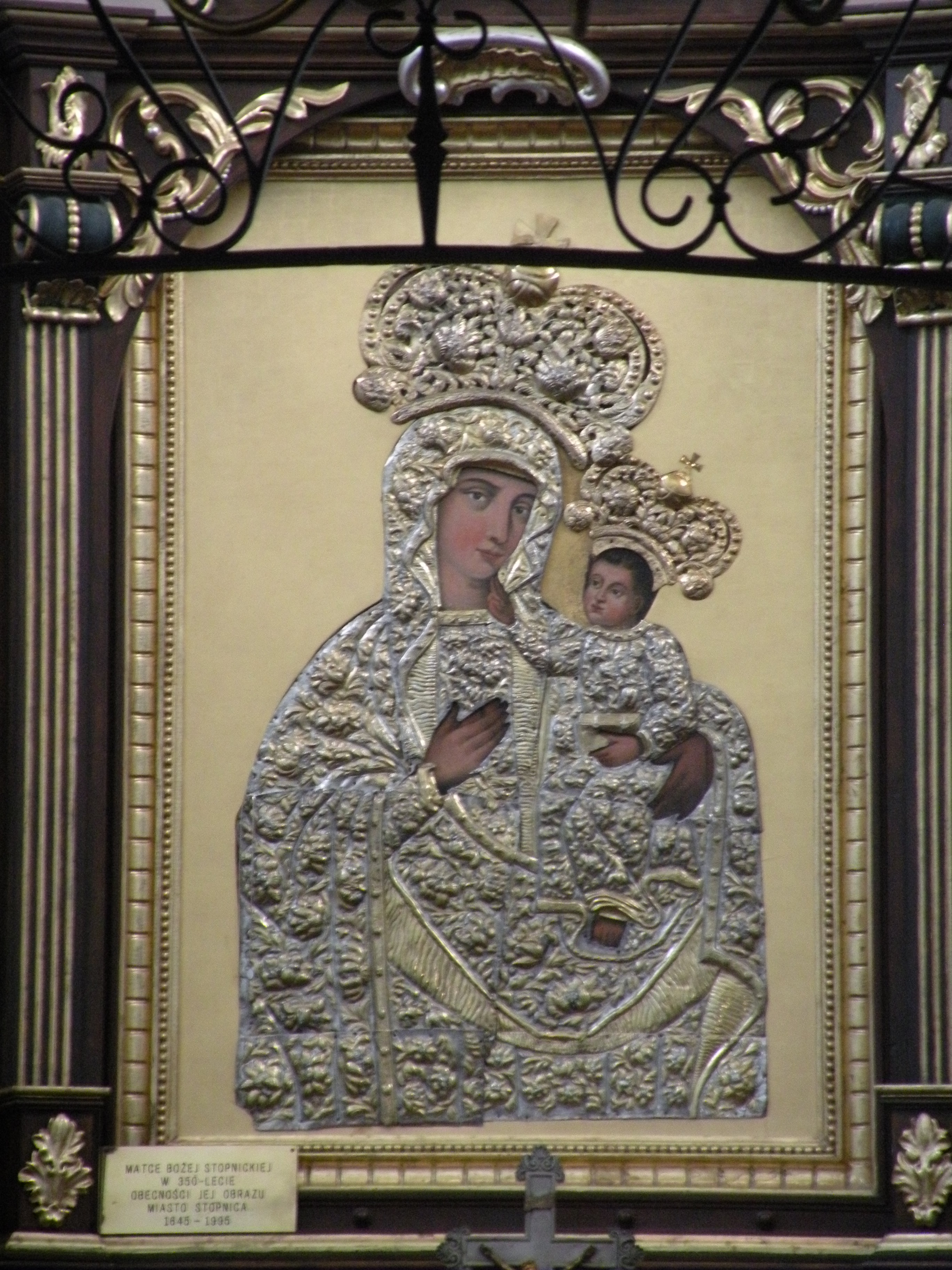
Matka Boża Stopnicka

Zabytek jest budowlą dwunawową, halową, o nawach poprzedzielanych dwoma filarami. Kościoły o podobnej bryle i analogicznym rozplanowaniu wnętrza możemy dziś oglądać w Wiślicy, Szydłowie i Szańcu. Na zewnątrz kościół jest oskarpowany. Posiada 8 ostrołukowych okien, z tego 5 w prezbiterium i 3 w nawie północnej. Na dwóch filarach wspiera się sklepienie krzyżowo-żebrowe, na którym umieszczone są zworniki ocalałe ze zniszczeń wojennych. Na sklepieniu prezbiterium jest zwornik przedstawiający głowę Kazimierza Wielkiego. Na zwornikach sklepień nad nawami widnieją herby województw polskich z czasów tego króla.
Z dawnego wystroju wnętrza niewiele pozostało po zawierusze wojennej. Cennym zabytkiem pamiętającym XIV stulecie jest płaskorzeźba w głównym ołtarzu (antepedium), przedstawiająca głowę Kazimierza Wielkiego i herb Ziemi Dobrzyńskiej. Na północnej ścianie prezbiterium, nad wejściem do zakrystii wisi nowy krucyfiks ze starą rzeźbą Jezusa Ukrzyżowanego. Do 1944–1945 roku rzeźba ta znajdowała się wraz ze zniszczonym krzyżem w głównym ołtarzu, zaś jego zasuwę stanowił obraz olejny przedstawiający patronów świątyni apostołów Piotra i Pawła – którą zasłaniany był w dniu odpustu parafialnego – 29 czerwca. Obraz ten obecnie wisi na ścianie nawy południowej. W miejscu, gdzie obecnie umieszczony jest omawiany krucyfiks, w latach 1986–1997 wisiał późnorenesansowy krucyfiks ze sceną Ukrzyżowania w części centralnej, pochodzący z 1 poł. XVII w. Pochodził z kościoła w Korytnicy nad Nidą, gdzie znajdował się w kaplicy ogrójcowej na zewnętrznej stronie jego prezbiterium. Po konserwacji z inicjatywy ks. Stanisława Urbańskiego (pochodzącego z Korytnicy) został umieszczony w stopnickiej farze. Jednak na skutek ostrych protestów parafian korytnickich, które miały miejsce w 1991 roku, decyzją ks. bpa ordynariusza Kazimierza Ryczana tryptyk powrócił do Korytnicy i obecnie jest eksponowany w nawie tamtejszego kościoła.
Kamienne rzeźby w ołtarzu głównym (święci Piotr i Paweł) i dwóch bocznych (Serca Pana Jezusa i św. Józef) oraz stacje Drogi Krzyżowej wykonał artysta rzeźbiarz z Krakowa Józef Zięba w 1 połowie lat 80. XX wieku. Osiem witraży w ostrołukowych oknach jest dziełem Macieja Makarewicza z Krakowa. Zarówno kamienne rzeźby, jak i witraże nie harmonizują z zabytkową, gotycką architekturą fary. Dwie kaplice boczne są przybudowane do południowej ściany kościoła i wejścia do nich prowadzą z tejże nawy. Szczególnie okazała się manierystyczna Kaplica Hinkowska zwieńczona kopułą z latarnią, zbudowana w 1645 roku z fundacji Adama Hinka herbu Topór „na chwałę Bożej Rodzicielki Najświętszej Panny Maryi”, z przeznaczeniem na grobowce dla członków rodu, które znajdowały się w krypcie pod kaplicą. W rokokowym ołtarzu pochodzącym z klasztoru ss. Benedyktynek w Staniątkach k. Krakowa, znajduje się malowany na desce późnorenesansowy obraz Matki Boskiej Stopnickiej z 1645 roku, największa świętość stopnickiej fary, otoczony religijną czcią przez ludność parafii. Również z nawy południowej, lecz bliżej chóru jest wejście do malutkiej kaplicy św. Anny. Pochodzi ona z XV w. i nosi cechy późnego gotyku. Zbudowana została w miejscu pierwotnej z 1326 r. W nowym ołtarzyku znajduje się późnobarokowy obraz namalowany na płótnie, a przedstawiający św. Annę Samotrzeć. Kaplica służy obecnie jako przechowalnia feretronów, chorągwi i innych akcesoriów procesyjnych. Należy wspomnieć o marmurowych epitafiach ks. Alberta Węgrzynowicza (zm. 1677 r.), proboszcza stopnickiego z herbem Unrug oraz aptekarza stopnickiego Jana Żelazowskiego na ścianach nawy północnej. Ponadto w Kaplicy Hinkowskiej możemy oglądać epitafium Ludwika Łętowskiego (zm. 1868 r.), kapitana dragonów wojsk Księstwa Warszawskiego, proboszcza stopnickiego, posła na sejm Królestwa Kongresowego i wreszcie biskupa krakowskiego.

## Dzwonnica

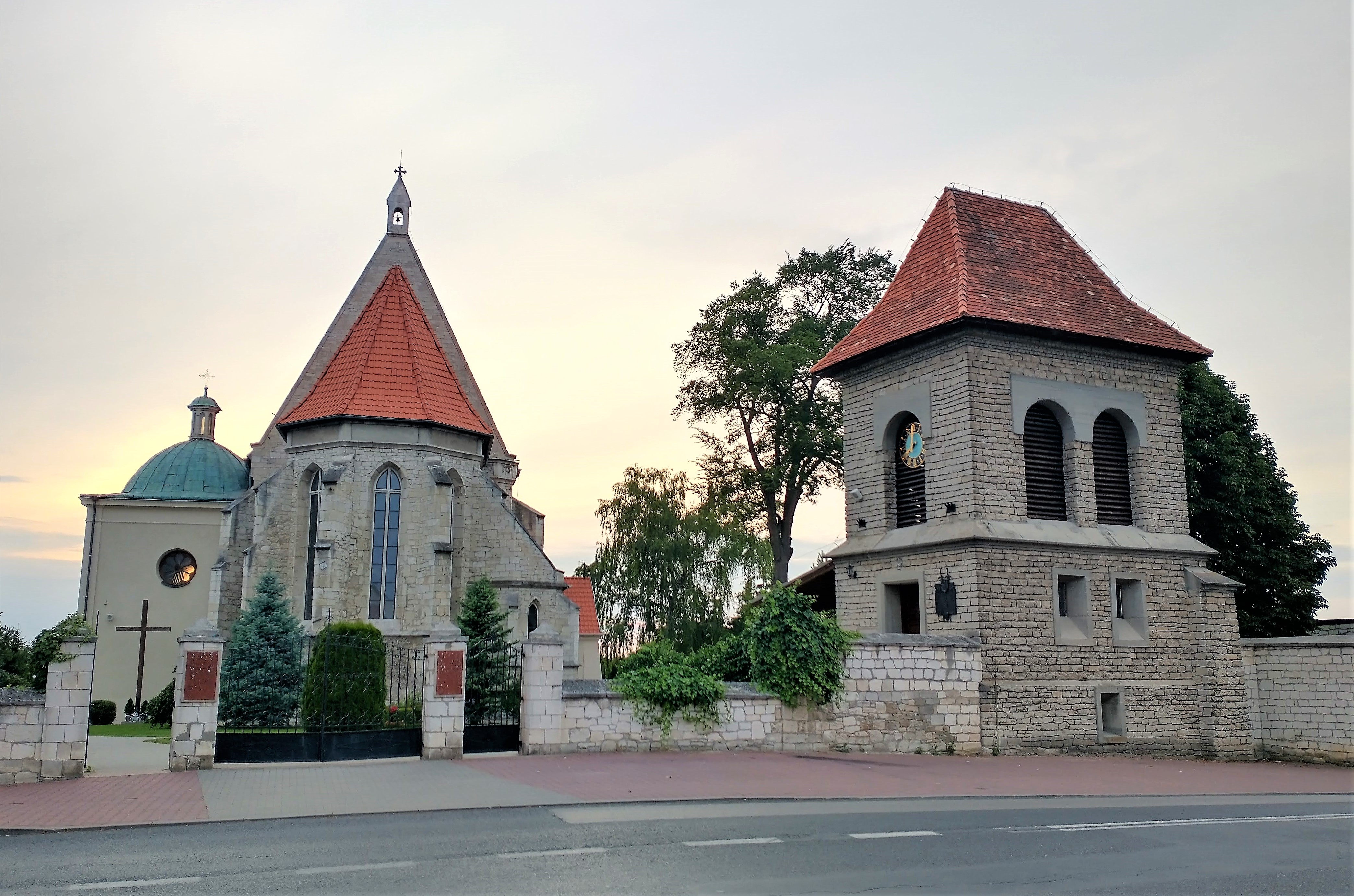
Widok ogólny założenia z dzwonnicą

Obok kościoła znajduje się wolnostojąca dzwonnica, zbudowana w l. 1982–1983 według projektu dr inż. Piotra Kotuchy z Politechniki Krakowskiej, nawiązująca stylem do ogólnej bryły świątyni. W górnej jej części wiszą trzy dzwony: „Piotr–Paweł”(waga 1200 kg), „Stanisław” (waga 700 kg) i „Maria” (waga 300 kg”) odlane w ludwisarni Felczyńskich w Przemyślu. Na zewnętrznej ścianie dzwonnicy wmurowana jest tablica upamiętniająca 300-lecie Odsieczy Wiedeńskiej wykonana w 1983 r. Z wapienia pińczowskiego przez Annę Henisz-Leszczyńską.

## Małopolska Droga św. Jakuba
Kościół znajduje się na odnowionej trasie Małopolskiej Drogi św. Jakuba z Sandomierza do Tyńca, która to jest odzwierciedleniem dawnej średniowiecznej drogi do Santiago de Compostela i związana jest z pielgrzymowaniem do grobu św. Jakuba.